# Viesīte (novads)
Viesīte (łot.: Viesītes novads) – jeden z łotewskich novadsów, funkcjonujący w latach 2009–2021.

## Historia
Novads powstało na terenach należących przed 2009 do rejonu Jēkabpils.
W skład novadsu wchodziło miasto Viesīte oraz cztery pagastsy: Elkšņi, Rite, Sauka i Viesīte. Jego stolicą zostało miasto Viesīte.
Zlikwidowany w ramach reformy administracyjnej 30 czerwca 2021. Wszedł w całości w skład nowego novadsu Jēkabpils.